# Plattform für Wandel, Einheit und Demokratie
Die Plattform für Wandel, Einheit und Demokratie, abgekürzt als S.C.U.D. (englisch Platform for Change, Unity and Democracy, französisch Socle pour le Changement, l'Unité et la Démocratie) ist eine tschadische Rebellengruppe, die im Oktober 2005 von ehemaligen Angehörigen der tschadischen Streitkräfte gegründet wurde, welche desertierten und sich unter den Gründern und Anführern, dem 30 Jahre alten Yaya Dillo Djérou und seinem Bruder, vereinigten.
Das Hauptziel der Gruppe ist es, die Regierung des derzeitigen Präsidenten und Onkel von Djérou und seinem Bruder, Idriss Déby, zu stürzen. Die SCUD hat Basen im östlichen Tschad und in der Darfur-Region des Sudan. Im Dezember 2005 attackierte die SCUD gemeinsam mit Mitgliedern der Sammlung für Demokratie und Freiheit tschadische Truppen, welche in Adre stationiert waren, an. Dadurch lösten sie den tschadisch-sudanesischen Konflikt aus.
Massimo Giovanola von der Cooperazione Internazionale sagt: „Déby is said to have got to the point of offering the rebels 400 million CFA francs (about €600,000) to put down their arms... but it’s not a question of money. Déby has acquired too much power in recent years and the Zaghawa have decided to get rid of him.“